# Пятёрка РМС
Пятёрка РМС (болг. Петимата от РМС) — собирательное название пяти руководителей Рабочего молодёжного союза (молодёжная организация Болгарской коммунистической партии), погибших в годы Второй мировой войны. Впервые это название стало употребляться после прихода к власти Отечественного фронта.

## Деятели
- Йорданка Николова (8 января 1911 — 1 июня 1944)
- Лиляна Димитрова (17 июля 1918 — 27 июня 1944)
- Александар Димитров (26 декабря 1909 — 17 мая 1944)
- Адалберт Антонов (10 декабря 1909 — 4 декабря 1942)
- Свилен Русев (14 июня 1914 — 14 мая 1944)